# Majori
Majori es un barrio de la ciudad de Jūrmala, Letonia.

## Superficie
Posee una superficie de 2,5 kilómetros cuadrados (250 hectáreas).

## Población
Hasta 2008 presentaba una población de 3913 habitantes, con una densidad de población de 1565,2 habitantes por kilómetro cuadrado.